# Черевики (ван Гог)
«Черевики» (англ. A pair of shoes) — один з незвичних за сюжетом натюрмортів голландського художника Вінсента ван Гога 1886 року.

## Нові речі в натюрмортах

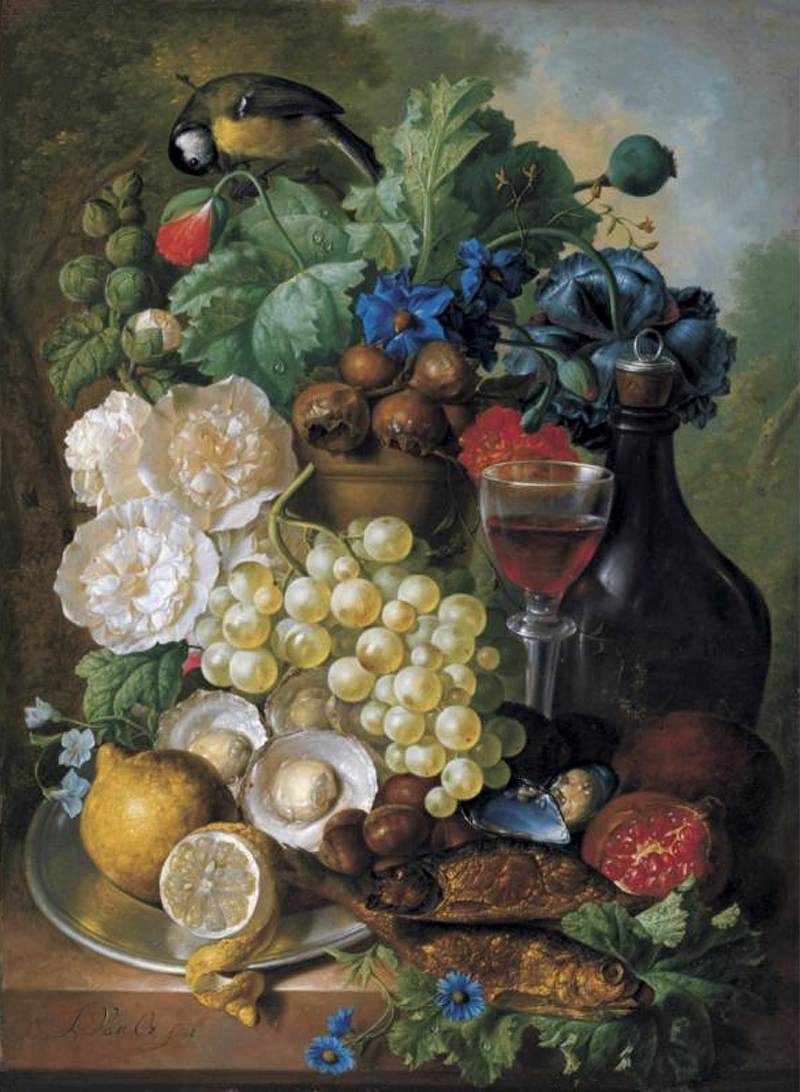
Ян ван Ос. «Натюрморт з рибами, білими маками і фруктами»

Вже в 17 столітті майстри голландського натюрморту почали малювати в них незвичні або екзотичні речі. В період панування демократичних смаків і речі в натюрмортах зазвичай демократичного спрямування — кухонний посуд, керамічна олійна лампа, люлька курця тощо. Поряд з традиційними квітковими натюрмортами виникають натюрморти з квітами і іншими речами, що стають алегоріями скороминущості молодості, насолод життя, швидкоплинності часу і його руйнівних якостей. В натюрморти входять зображення годинників і людського черепа, свічки, аркуші гравюр чи малюнків, зображення старих книг з зім'ятими сторінками, зображення мап, глобусів, музичних інструментів.
Кожна з речей цих натюрмортів в добу бароко несе попри візуальний вигляд — прихований алегоричний зміст, зрозумілий освіченій особі.
- Череп — нагадування про неминучу смерть.
- Гнилі фрукти — символ старості. За кожним фруктом закріплявся свій симолічний зміст (свіжі фрукти — уособлення багатства, груші, вишні, виноград — гріхопадіння, інжир, персики, яблука — уособлювали еротизм, хтивість).
- Мильні бульбаші — як посилання на латинське прислів'я homo bulla — «людина є мильний бульбаш». Отже мильні бульбаші — натяк на випадкову смерть.
- Люлька курця — скороминущість, швидкоплинність людських насолод.
- Біла порцеляна — чистота.
- Скляні келихи — вразливість людини, як і скла, що часто розбивали.
- Пляшка — натяк на гріх пияцтва.

В нові натюрморти прийшли навіть медичні інструменти, як натяк на людські хвороби. Водночас створюють натюрморти, що не несуть подвійного, алегоричного змісту (Юдит Лейстер, «Квіти в порцеляновій вазі», Віллем Калф, «Натюрморт з лицарськими обладунками»). В країну, що багатіє, везуть з-за океану китайську порцеляну, арабські килими, екзотичні тропічні фрукти. Натюрморти типу «Ванітас» ще не втрачають популярності. Нові зразки їх з витворами мистецтва пишуть фламандець Себестьян Боннекруа та голландець Корнеліс Гісбрехтс. Але система алегорій не витримує тиску. Голландське мистецтво поступово втрачає демократизм і починає орієнтуватись на аристократичні смаки. В натюрморти приходять арабські килими, китайська порцеляна, екзотичні фрукти та мушлі тропічних морів, срібний і золотий посуд заміняє олово чи прості керамічні вироби (Віллем Калф, «Китайська порцеляна і скляні келихи», 1662 р., Берлін). Художники Ян ван Хейсум (1682–1749) та Ян ван Ос (1744–1808) пишуть декоративні квіткові натюрморти вже без натяків на будь-яку скороминущість.

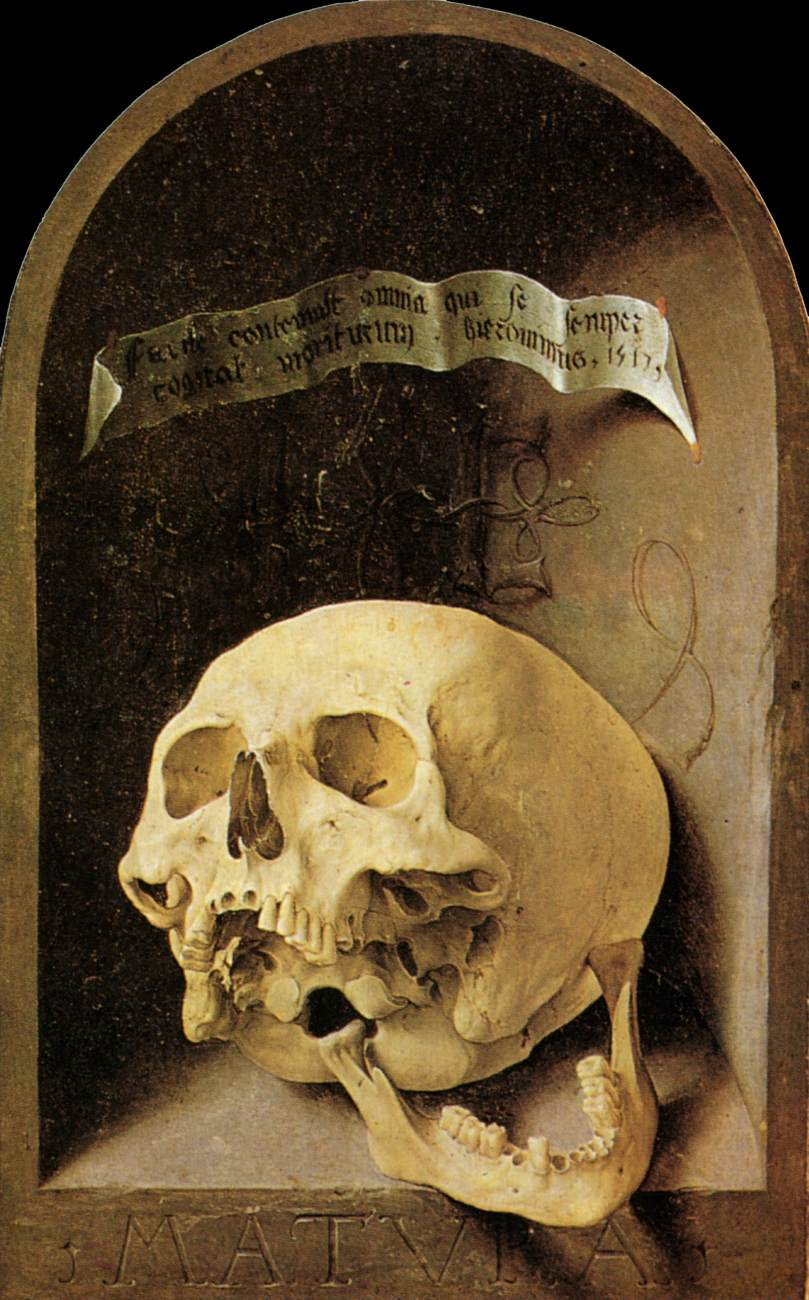
Мабюз (Ян Госсарт), Ванітас, 1517 рік, Лувр.
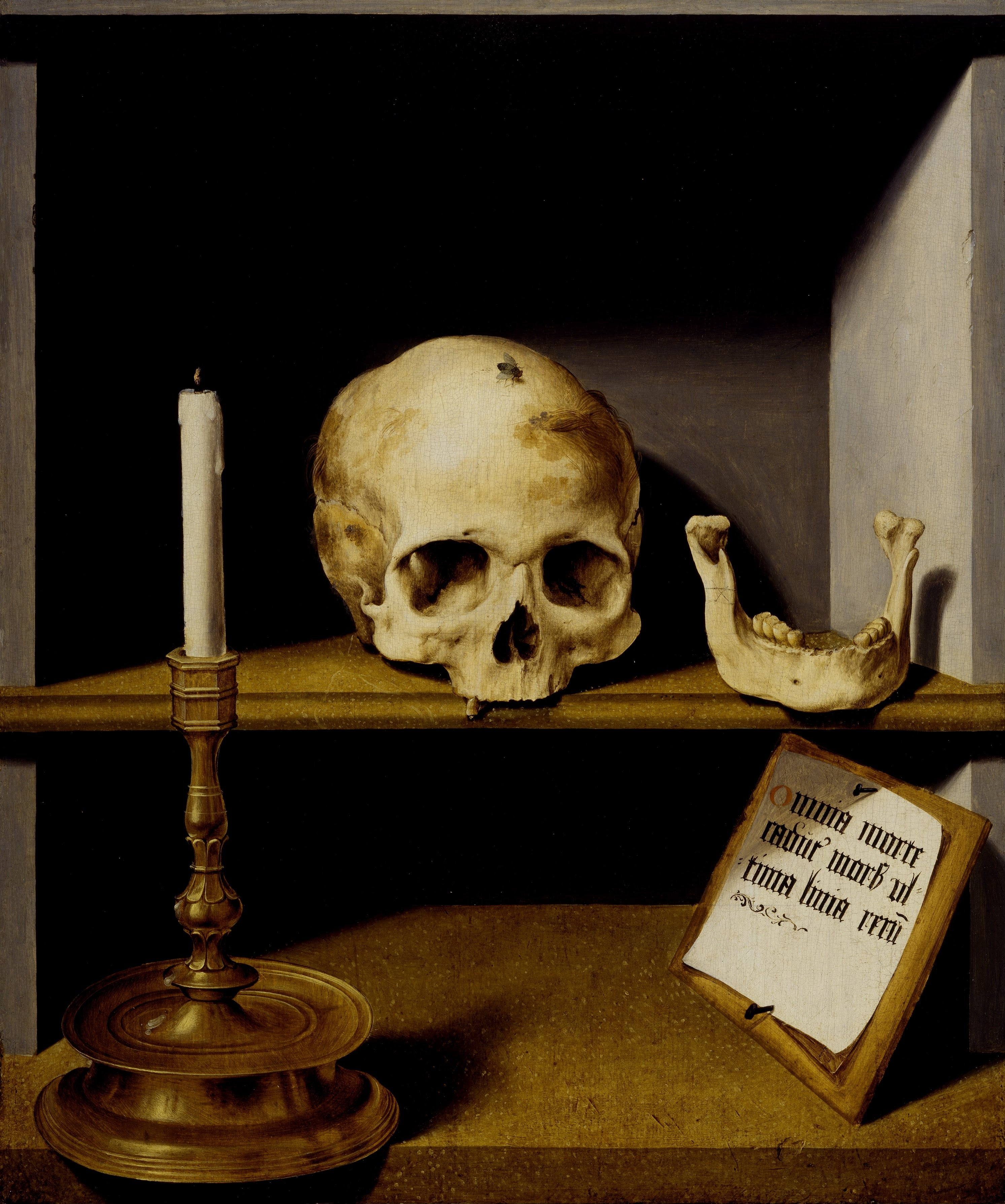
Бартоломеус Брейн старший, «Марнота марнот», до 1550 року.
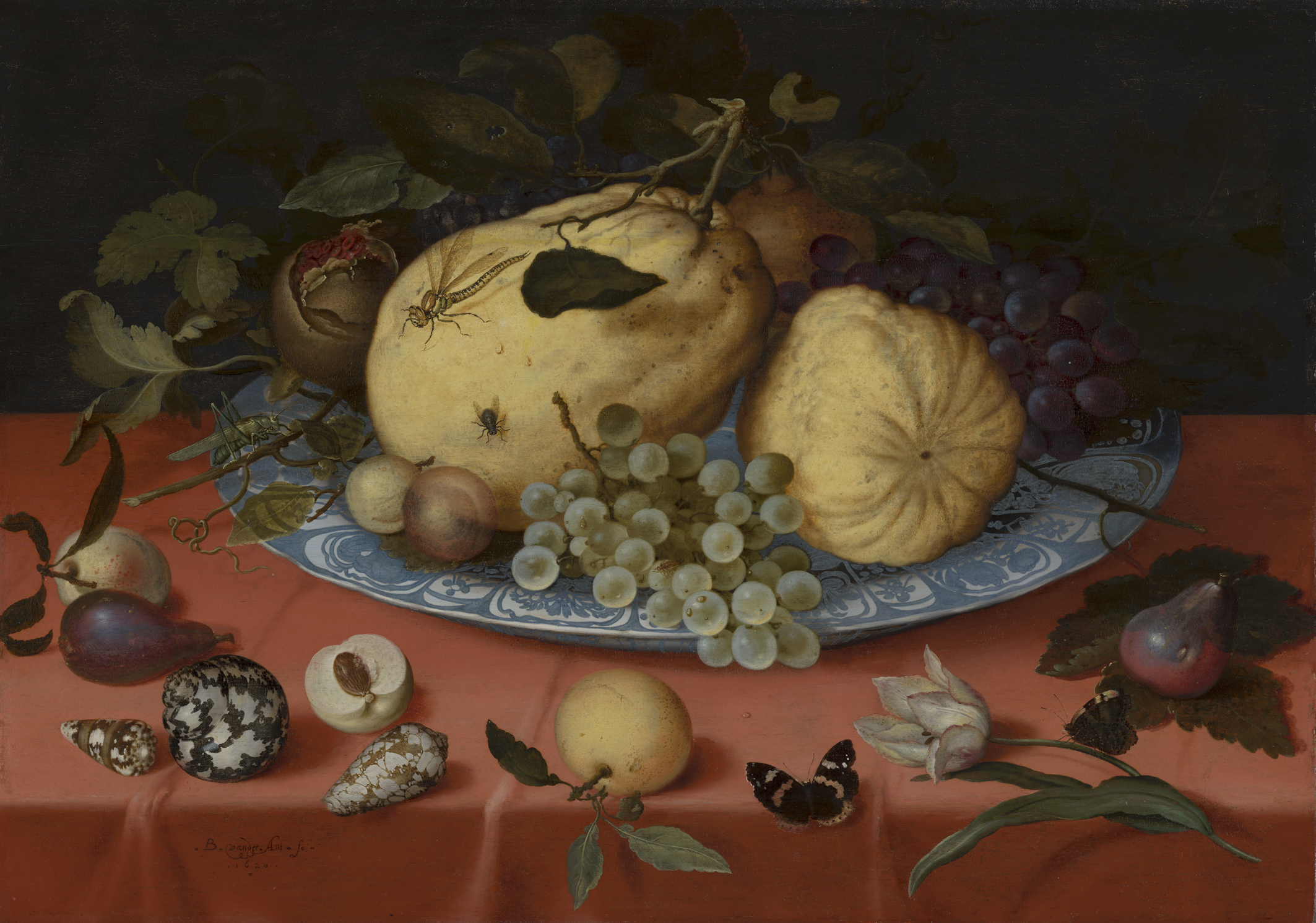
Балтазар ван дер Аст, «Екзотичні фрукти і мушлі», 1620 рік.
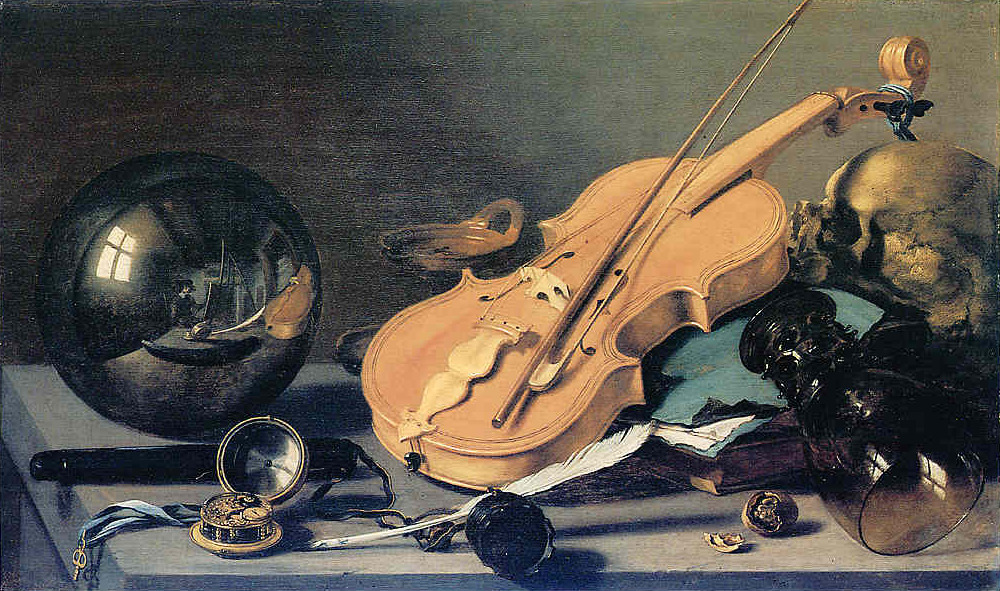
Пітер Клас, «Марнота марнот»,  1625 рік.
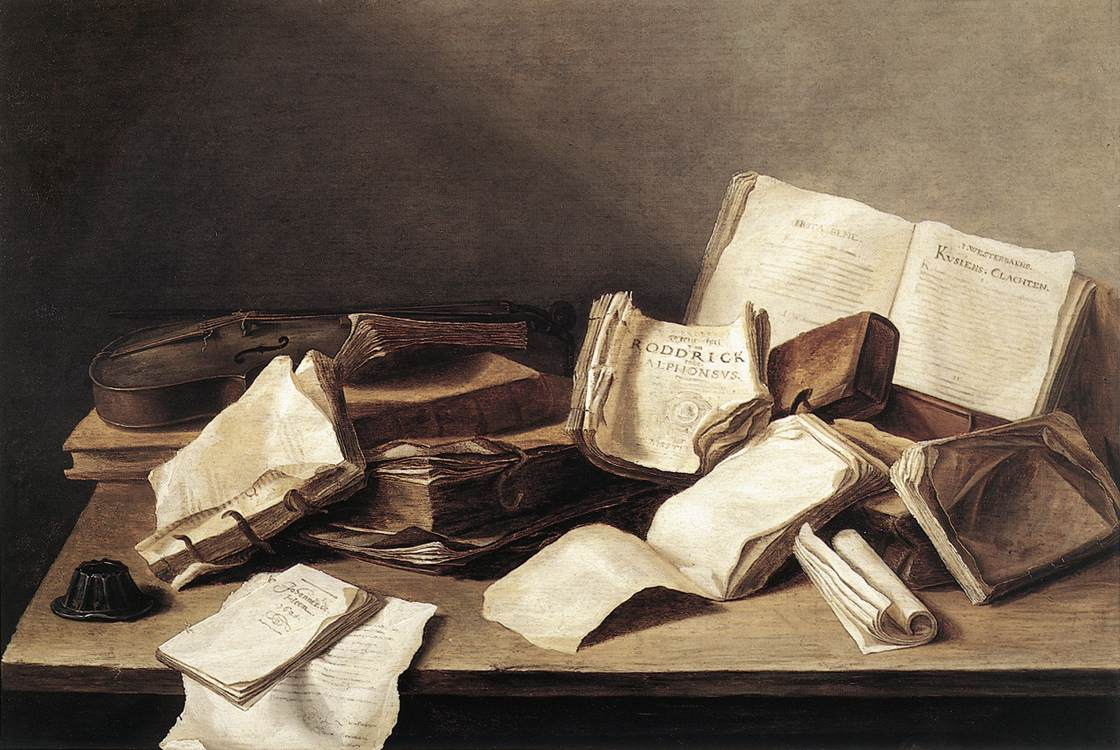
Ян Давідс де Хем. «Книги і скрипка», 1628 рік.
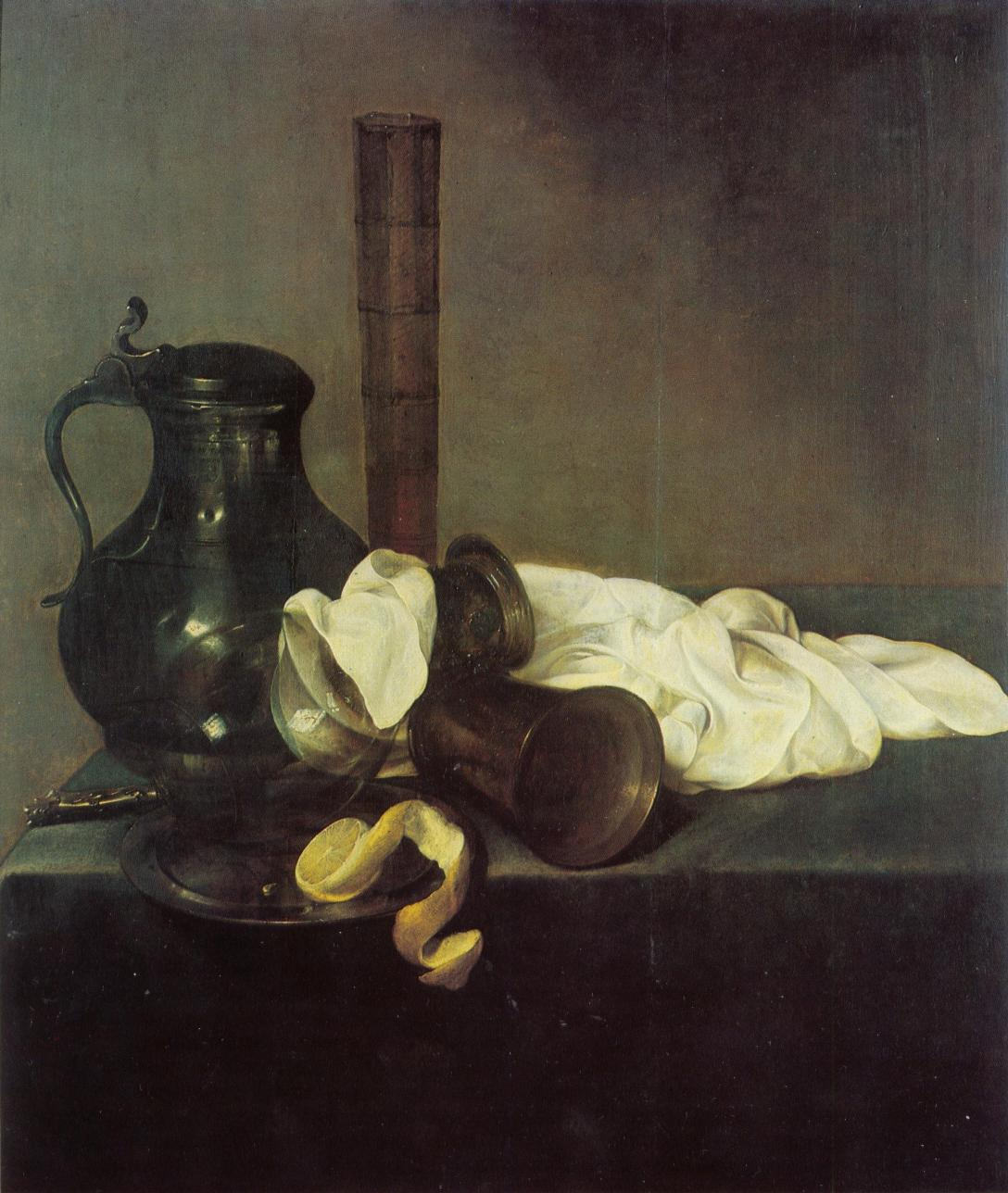
Ян Янс ден Уіл, «Посуд», 1637 рік.
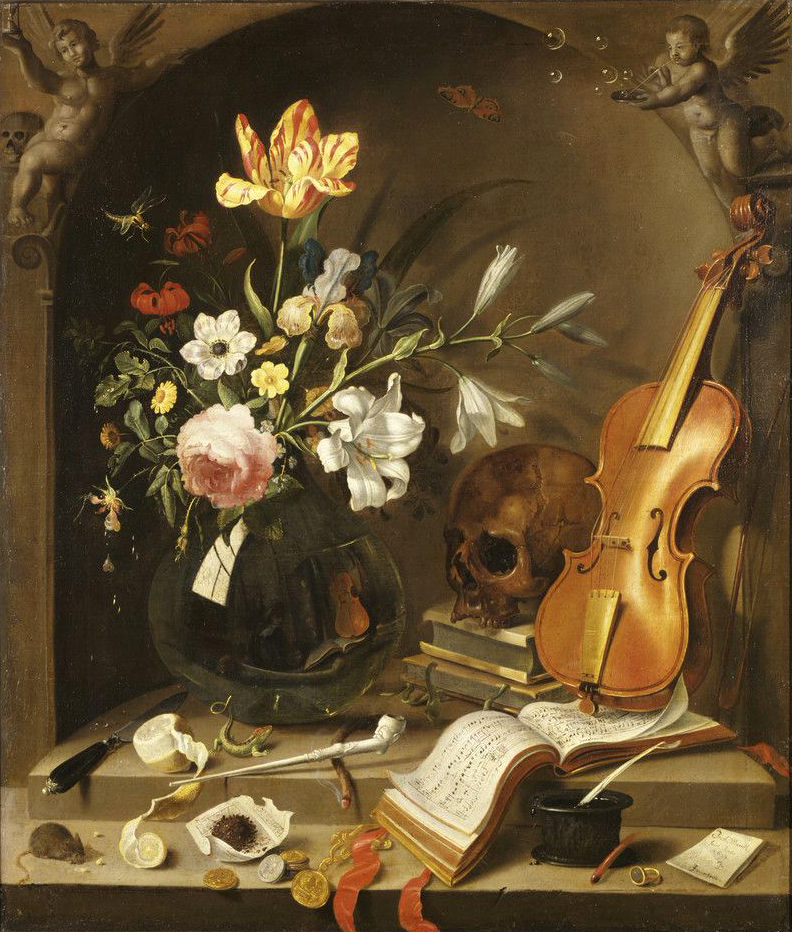
Якоб Маррел, Ванітас, 1637 рік
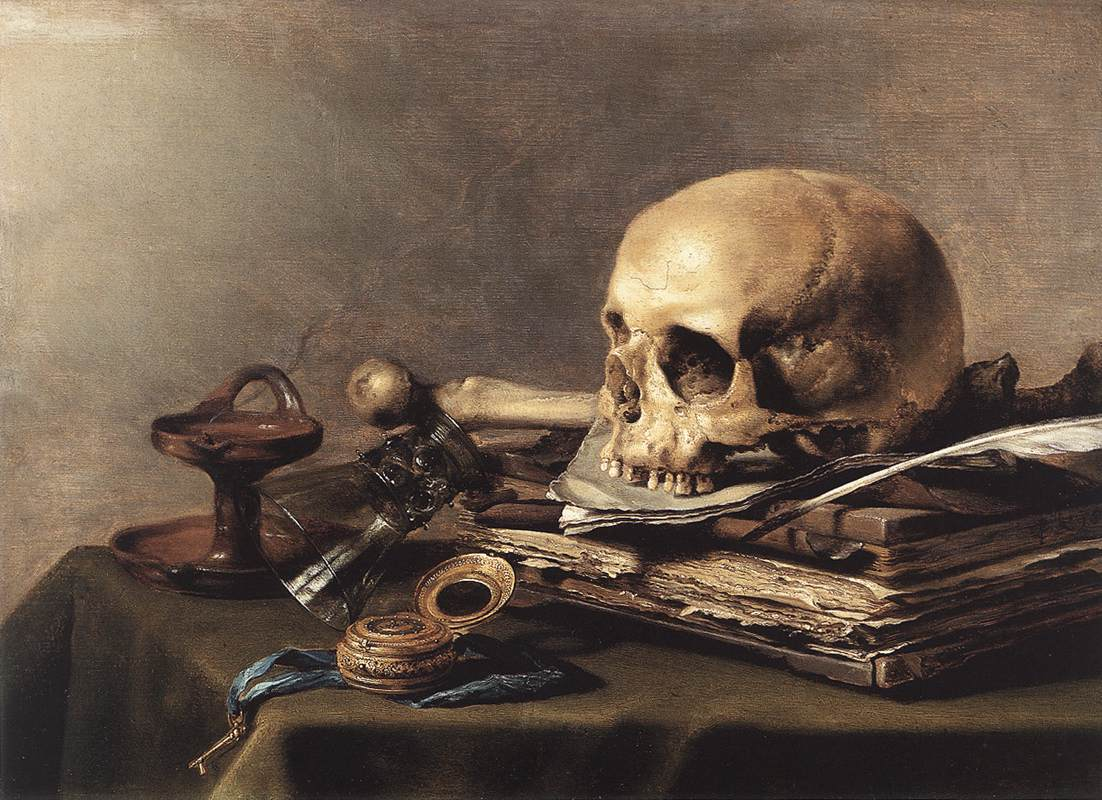
Пітер Клас. Ванітас. 1640 рік. Маурицхейс. Гаага
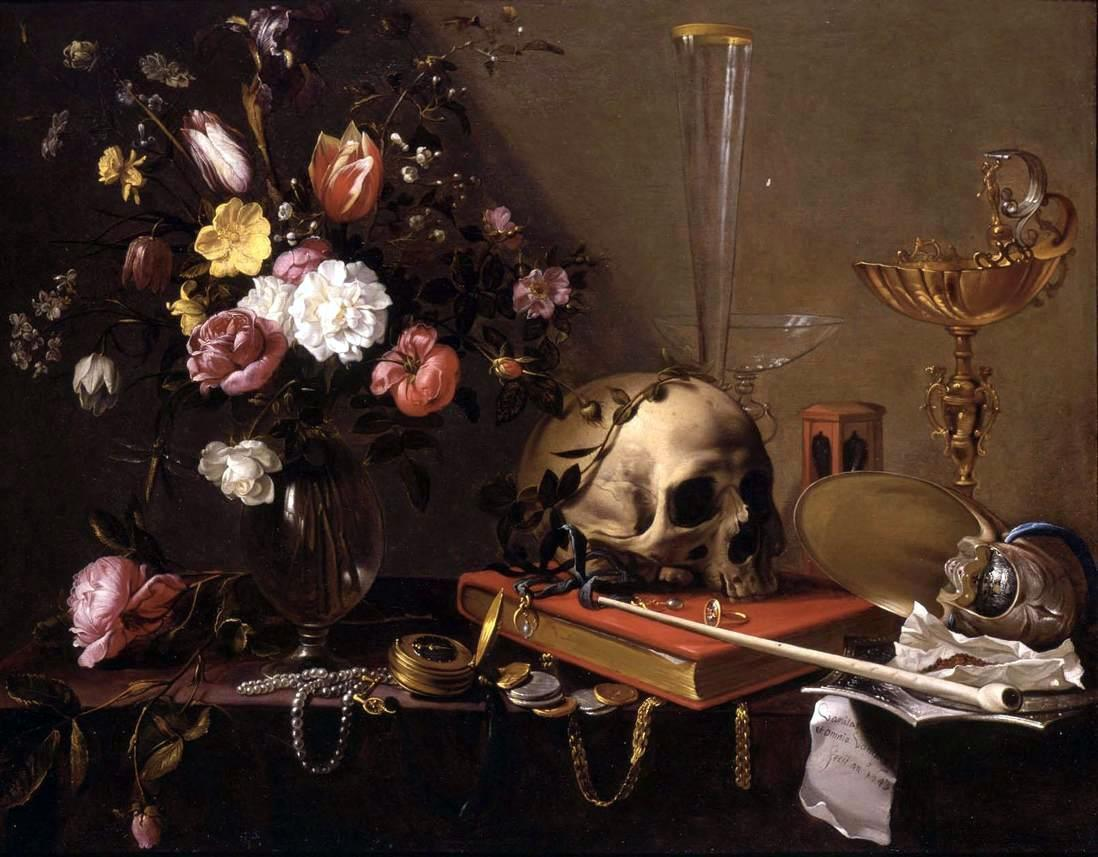
Адріан ван Утрехт. Натюрморт з букетом та черепом. 1642 рік.
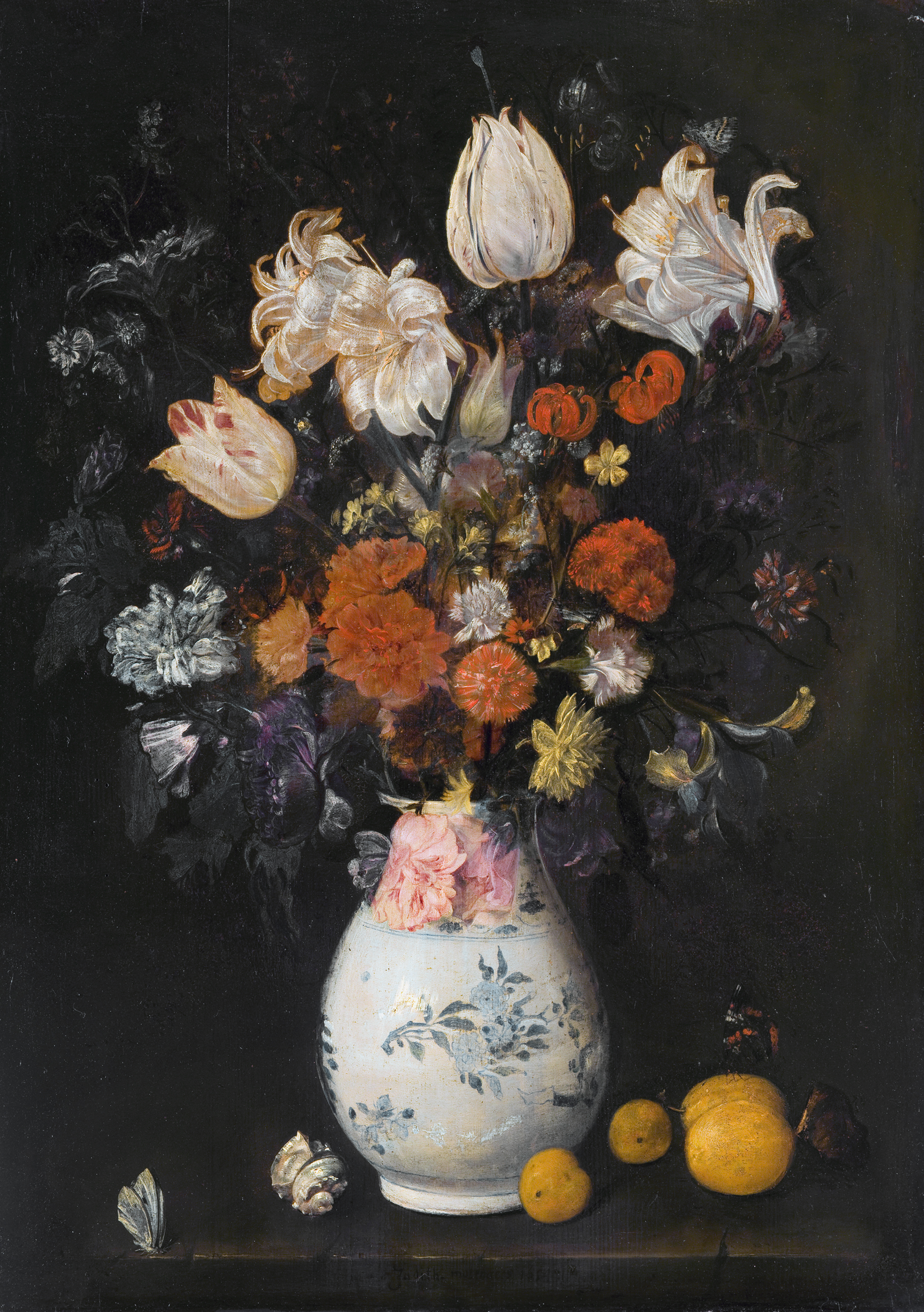
Юдит Лейстер. «Квіти в порцеляновій вазі», 1654 рік, Музей Франса Галса
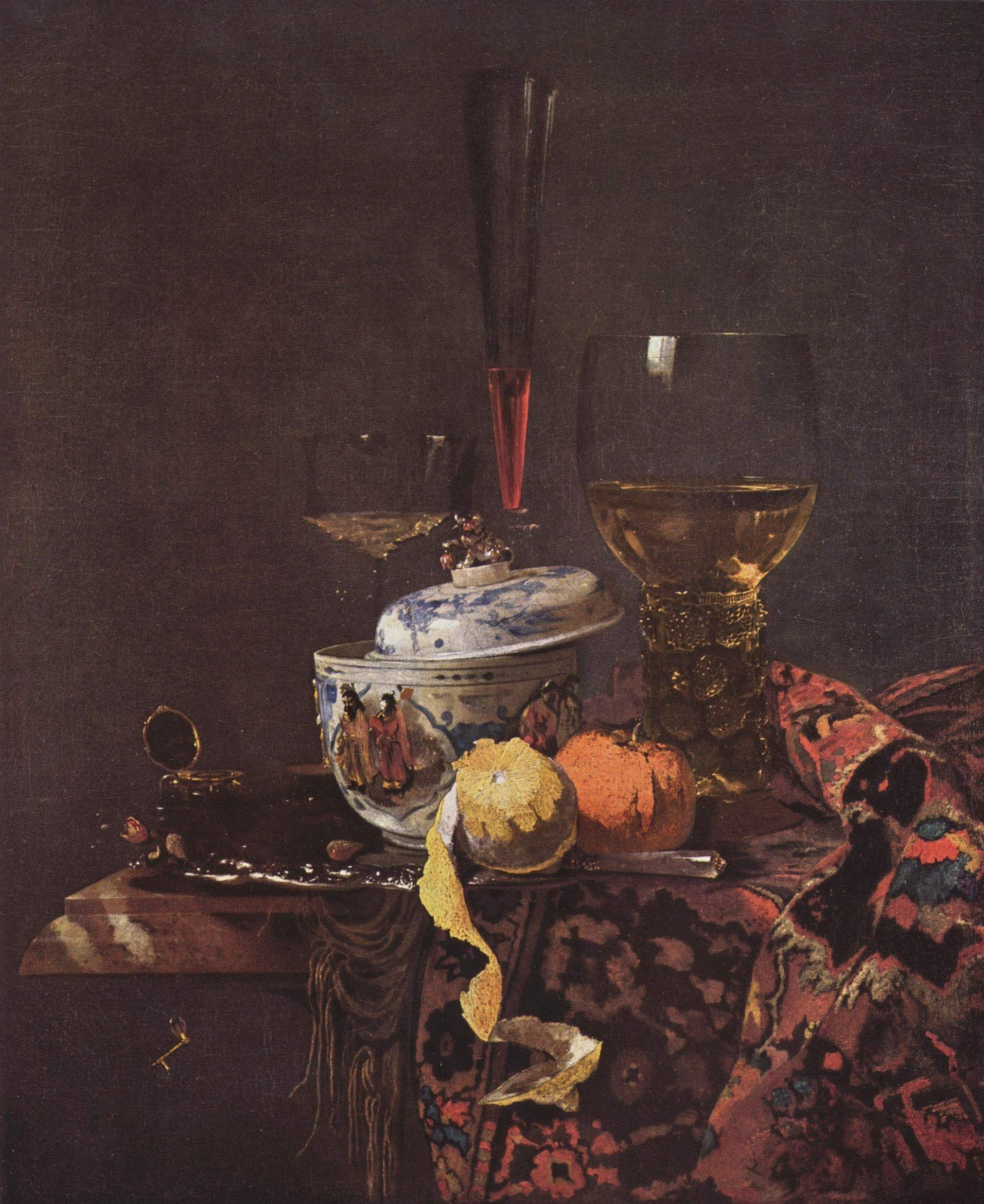
Віллем Калф, «Китайська порцеляна і скляні келихи», 1662 р., Берлін
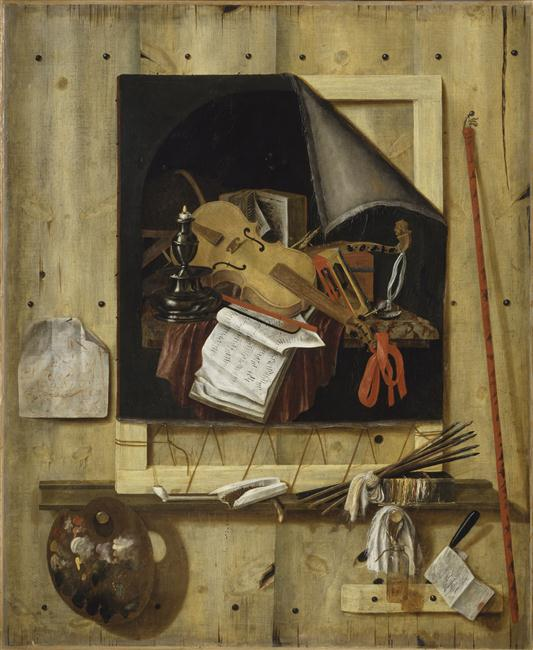
Корнеліс Гісбрехтс, «Натюрморт з палітрою і пензлями», 1665 рік.

## Опис твору
Один з перших натюрмортів, створений молодим Вінсентом ван Гогом, чисто квітковий («Ваза з червоними маками, хризантемами і трояндами», можливо 1886 рік). Не треба бути знавцем живопису, щоб зрозуміти, що це твір художника — початківця. Композиція слабка, квітів забагато, вони заповнюють усю поверхню полотна настільки щільно, що майже не видно тло чи середовище, де розмістили квіти. Але художник швидко вчиться. Він здатен викинути усе зайве заради чистоти композиції і показу «речей з біографією». В період пошуків для чергової картини він і побачив пару черевик на блошиному ринку. Аби продати старі черевики, їх мили та чистили, але приховати старість ношеного взуття не вдалося. Вінсент ван Гог наче подивився на них новими очима. Вони стануть натхненим зображенням для шести картин, дивуючи незвичною річчю для натюрморту і повернутим демократизмом у досить спокійний жанр наприкінці XIX століття.